# Mutacionismo
El mutacionismo abarca a todas aquellas teorías de la evolución en las que la mutación es la principal fuerza de cambio. El mutacionismo considera que las mutaciones son el agente verdaderamente creativo del cambio orgánico (frente a la selección natural), dando lugar a una evolución discontinua (frente al gradualismo postulado por Darwin).

## Historia del mutacionismo

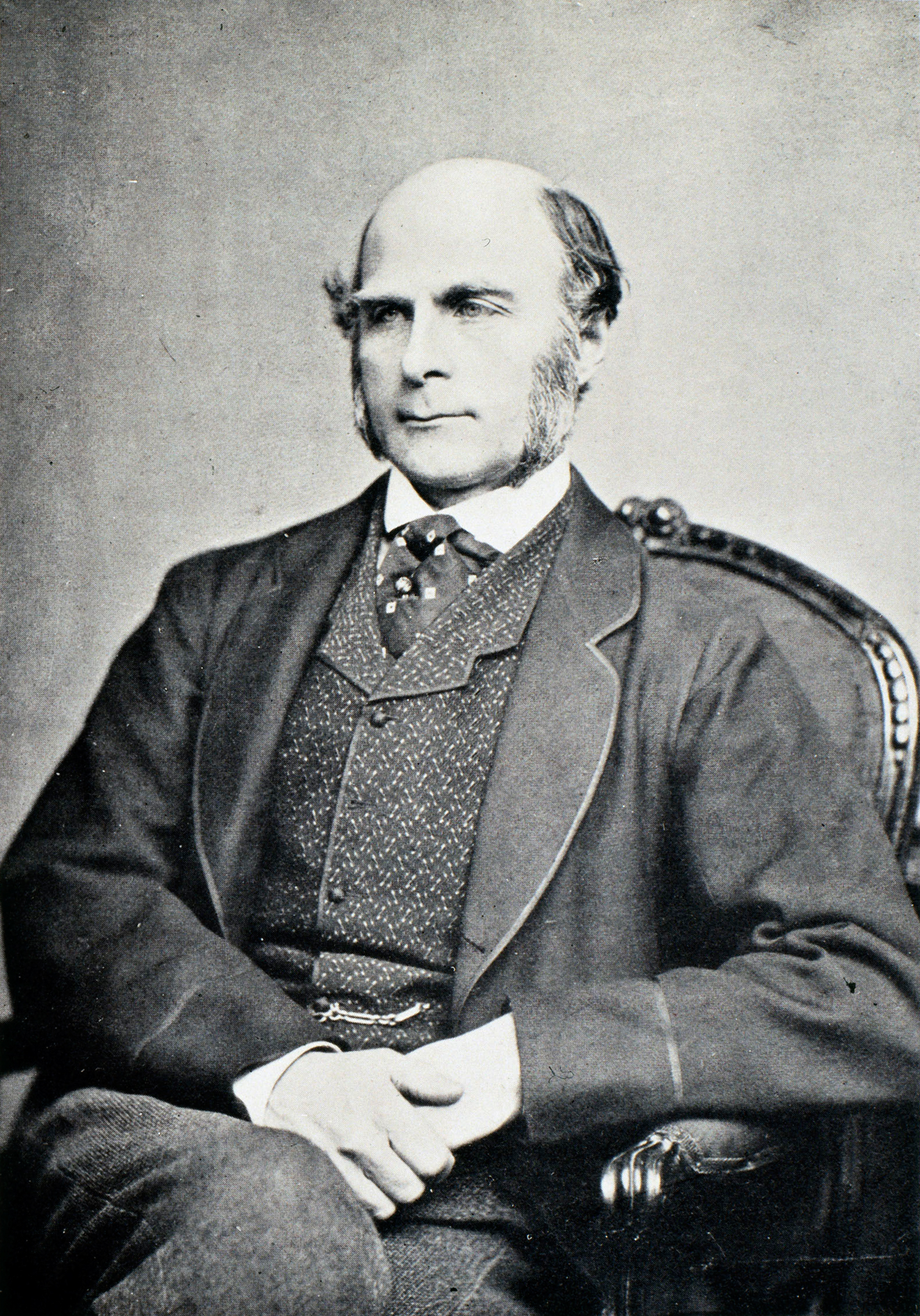
Francis Galton

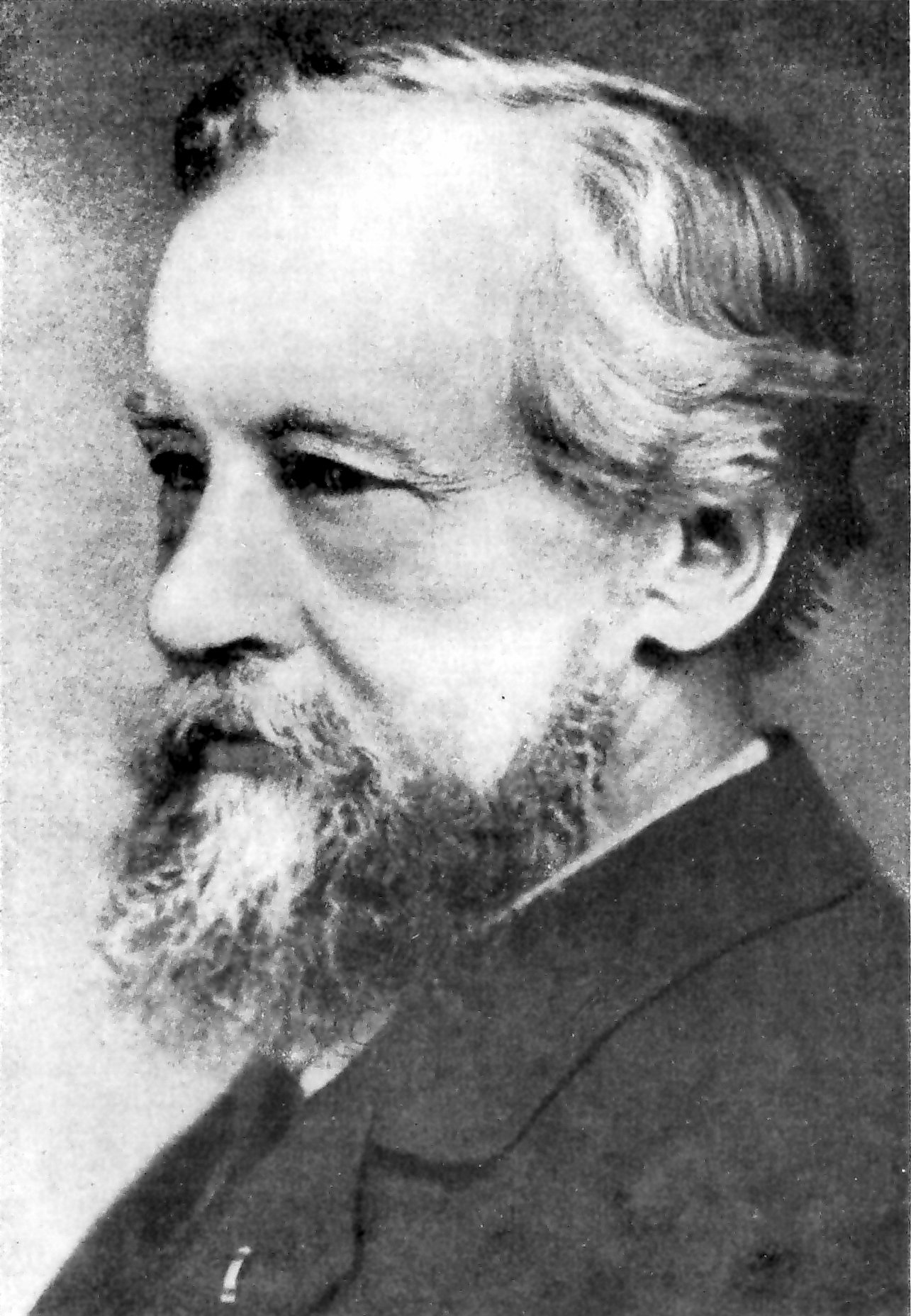
Hugo de Vries.

La teoría mutacionista se remonta a la obra de William Keith Brooks, Francis Galton y Thomas Henry Huxley, cuyas ideas fueron recuperadas en la década de 1890 por los trabajos de Hugo de Vries y William Bateson en torno a las variaciones naturales discontinuas. Con el redescubrimiento de las leyes de Mendel, el mutacionismo fue la postura defendida por gran parte de los fundadores de la genética de poblaciones (Thomas Hunt Morgan, Reginald Punnett, Wilhelm Johannsen, Hugo de Vries y William Bateson).
A principios del siglo XX se descubrieron dos hechos fundamentales. En primer lugar, se comprendió que las variaciones discontinuas podían surgir por mutación y ser transmitidas a la descendencia mediante factores discretos estables (las reglas de transmisión de tales factores constituyen las leyes de Mendel). En segundo lugar, los experimentos de Wilhelm Johannsen demostraron que las pequeñas variaciones cuantitativas que aparecen cada generación no eran heredables.
Según el gradualismo darwinista, la variación aparece por fluctuación continua, y el cambio evolutivo se acumula en incrementos infinitesimales y en la dirección favorable, gracias a la selección natural. El mutacionismo, sin embargo, postuló que la evolución procedía en dos pasos: en primer lugar, la ocurrencia azarosa de una mutación; en segundo lugar, su preservación o eliminación por la selección natural. Lo que negaban los mutacionistas es que la selección fuese creativa, confiriendo a la mutación, por el contrario, cierto control sobre el curso de la evolución. 
En 1902 G. Udny Yule defendió que un rasgo que reflejase efectos de múltiples caracteres mendelianos podía mostrar una distribución normal. Aunque la mayoría de las fluctuaciones son ambientales, parte de la variabilidad continua de las especies naturales podía tener una base genética, y en el caso de que fuese suficientemente abundante, podía servir como base de un mecanismo mendeliano que permitiera el gradualismo postulado por Darwin. Sin embargo, la síntesis de la genética mendeliana y el darwinismo no se desarrolló inmediatamente por varias razones: continuaba siendo dudoso que la selección natural fuese suficientemente poderosa como para actuar a partir de diferencias infinitesimales; era una creencia común (siguiendo la noción de Galton de regresión a la media) que incluso las fluctuaciones heredables no podían conducir a cambios cualitativos; y algunos defensores del darwinismo, como Karl Pearson, todavía no acaptaban la genética mendeliana. 
En 1909, en el centenario de Darwin, el mutacionismo y el lamarckismo se situaban a la misma escala que la selección natural. Cincuenta años más tarde, en el centenario de la publicación de El origen de las especies (año de esplendor de la Síntesis Moderna), la selección natural era ya la única fuerza evolutiva sometida a consideración. 
En 1927 Hermann Joseph Muller comprobó que la exposición a los rayos x acrecienta mucho la tasa de mutación. Hoy se sabe que otras radiaciones como la ultravioleta, así como ciertas sustancias químicas pueden actuar como mutágenos. 
Desde la aparición de la biología molecular, algunos biólogos han defendido a la presión mutacional como proceso básico de la evolución (Sueoka, 1962; Nei, 1983, 2005). Este resurgimiento de la teoría mutacionista es conocido como neomutacionismo.